# GPX7
GPX7 (англ. Glutathione peroxidase 7) – білок, який кодується однойменним геном, розташованим у людей на короткому плечі 1-ї хромосоми.  Довжина поліпептидного ланцюга білка становить 187 амінокислот, а молекулярна маса — 20 996.
| 10         |  | 20         |  | 30         |  | 40         |  | 50         |
| ---------- |  | ---------- |  | ---------- |  | ---------- |  | ---------- |
| MVAATVAAAW |  | LLLWAAACAQ |  | QEQDFYDFKA |  | VNIRGKLVSL |  | EKYRGSVSLV |
| VNVASECGFT |  | DQHYRALQQL |  | QRDLGPHHFN |  | VLAFPCNQFG |  | QQEPDSNKEI |
| ESFARRTYSV |  | SFPMFSKIAV |  | TGTGAHPAFK |  | YLAQTSGKEP |  | TWNFWKYLVA |
| PDGKVVGAWD |  | PTVSVEEVRP |  | QITALVRKLI |  | LLKREDL    |  |            |

A: Аланін

C: Цистеїн

D: Аспарагінова кислота

E: Глутамінова кислота

F: Фенілаланін

G: Гліцин

H: Гістидин

I: Ізолейцин

K: Лізин

L: Лейцин

M: Метіонін

N: Аспарагін

P: Пролін

Q: Глутамін

R: Аргінін

S: Серин

T: Треонін

V: Валін

W: Триптофан

Кодований геном білок за функціями належить до оксидоредуктаз, пероксидаз. 
Секретований назовні.